# François Andrieu (général)
Pour les articles homonymes, voir François Andrieu et Andrieu.
François Jean-Pierre Eugène Andrieu, né le 28 août 1861 à Sedan et mort le 28 janvier 1947 à Bayeux, est un général de division français. Il commande diverses divisions d'infanterie pendant et après la Première Guerre mondiale.

## Biographie

### Grades
- 28 octobre 1879 : entrée comme élève à l'école spéciale militaire de Saint-Cyr[2]
- 24 septembre 1912 : colonel
- 23 décembre 1915 : général de brigade
- 18 avril 1918 : général de division

### Postes
- 8 février 1913 : commandant du  1er régiment de chasseurs d'Afrique
- 19 février 1915 : commandant de la 7e brigade de dragons (5e division de cavalerie)
- 13 juin 1915 : commandant de la 34e brigade d'infanterie (152e division d'infanterie)
- 8 janvier 1916 : commandant de l'Infanterie de la 152e division d'infanterie
- 27 janvier 1916 : commandant de la 152e division d'infanterie
- 12 janvier 1919 : commandant de la 17e division d'infanterie
- 20 avril 1920 : commandant de la 3e division d'infanterie du Levant
- 8 septembre 1920 : en congé.
- 27 octobre 1920 : commandant de la  5e division d'infanterie
- 11 octobre 1921 : commandant de la  6e division d'infanterie
- 28 août 1923 : placé dans la section de réserve.

### Décorations
- : Légion d'honneur : Chevalier (11 juillet 1898), Officier (30 décembre 1914), Commandeur (29 décembre 1917), Grand Officier (16 juin 1920)[2]
- : Croix de Guerre 1914-1918 : deux palmes
- : Médaille interalliée 1914-1918
- : Médaille commémorative de la Grande Guerre
- : Médaille coloniale
- : Croix de Guerre ( Belgique)